# Cséfalvay Klára
Cséfalvay Klára (Budapest, 1941. szeptember 2. – Budapest, 2009. november 12.) villamosmérnök, egyetemi docens.

## Életrajz
Középiskolai tanulmányait a Teleki Blanka Gimnáziumban végezte, majd a ’60-as évek fordulóján a 
Gamma Műszaki Rt.-nél illetve a Magyar Optikai Műveknél optikus gyakornok volt. 
A Műegyetemet 1961-ben kezdte el – Népköztársasági ösztöndíjasként 
tanult a Villamosmérnöki Kar Műszer- és Szabályozástechnikai Szakán. 1986-ban megszerezte a doktori címet.
Pályafutását a BME Elméleti Villamosságtan tanszékén kezdte 1966-ban és folytatta egészen 1999-ig. Tanársegédként, adjunktusként több tárgyat oktatott, úgy mint Villamosságtan, 
Jelek és rendszerek, Elméleti villamosságtan. A műszaki informatikus illetve a műszeres és híradástechnikus villamosmérnök hallgatók alapképzésében, 
választható tárgyak oktatásában, önálló laboratórium vezetésében, diplomaterveztetésében, doktoranduszképzésben vett részt. Számos hallgatót TDK (Tudományos Diákkör) 
munka keretében készített fel a szakmai munkára.
A kilencvenes évek elején feladatot vállalt a tanulmányi ügyviteli pénzügyi rendszerek fejlesztésében, üzemeltetésében – ilyen volt a HIR és a NEPTUN. Az utóbbi fejlesztésével 
egészen 2005-ig foglalkozott, de hivatalosan már az SDA Stúdió Kft. ügyvezetőjeként. Kifejlesztették a HIR-t (Hallgatói Információs Rendszer) a BME kreditrendszerű 
képzésének kezelésére, ezzel megvalósult az egyetemi karok összekapcsolása egyetlen olyan Clipper alapú informatikai rendszerré, amit a hallgatók, oktatók, 
tanszéki tanulmányi osztályi adminisztrátorok használtak. Megalkotta a rendszer biztonságos működését lehetővé tevő Tiriskártya rendszer hardver és szoftver részeit. 
Ezt követően megindult egy általánosabb igényeket lefedő rendszer, a NEPTUN tervezése, melyben tevékenyen részt vett. 1996-tól kezdve több egyetem igényeinek 
és oktatási struktúrájának felmérésével elindult a fejlesztés, s 1997-ben ezekben az intézményekben be is vezették a rendszert (NEPTUN Egységes Felsőoktatási Tanulmányi 
Rendszer). Egészen 2004-ig foglalkozott a rendszer tökéletesítésével.

## Díjak
- 1989 Művelődési és Közoktatási Minisztérium - Szocialista Kultúráért
- 1991 Budapesti Műszaki Egyetem - Témavezető Mester
- 1993 Országos Tudományos Diákköri Tanács - Honoris Causa Pro Scientia Aranyérem

Oktatói és tudományos tevékenységéért számos egyéb egyetemi díjat és oklevelet kapott.

## Magánélet
Szakmai eredményei mellett feleség, háromgyermekes családanya és hatszoros nagymama volt.

## Külső hivatkozások
- Simon Dóra nekrológja az Impulzus 2010. februári számában[halott link]